# Гной

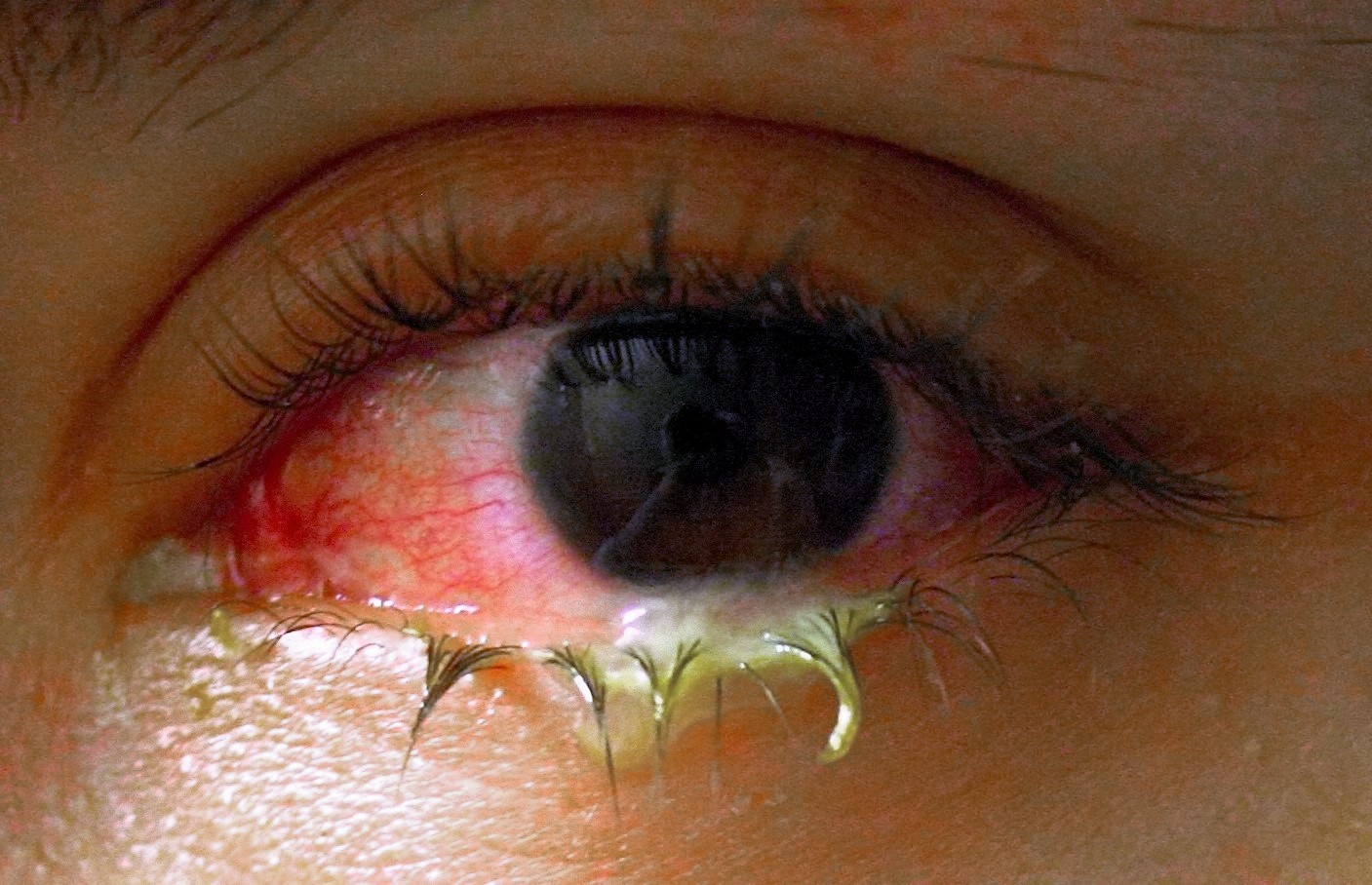
Конъюнктивит, отёк век с отхождением гнойного экссудата

Гной (гнойный экссудат) — мутный экссудат, возникающий в результате гнойного или серозно-гнойного воспаления тканей. Процесс образования гноя называют нагноением. Гнойное поражение костей называется остеомиелит. Гной состоит из:
1. гнойной «сыворотки», содержащей растворённые в ней альбумины, глобулины, протеолитические, гликолитические и липолитические ферменты микробного или лейкоцитарного происхождения, холестерин, лецитин, жиры, примесь ДНК;
2. тканевого детрита;
3. клеток, главным образом живых или дегенерированных микроорганизмов и нейтрофильных лейкоцитов (гнойные тельца, шарики, клетки). В особых случаях в гное преобладают эозинофилы или мононуклеары.

Цвет гноя часто жёлтый, желто-зелёный, но может быть голубоватым, ярко-зелёным, грязно-серым. Окраска обусловлена причиной, приведшей к его образованию. Консистенция свежего гноя жидкая, со временем она густеет. Запах обычно несильный, специфический, но при гнилостном (ихорозном, путридном) воспалении он приобретает зловонный характер. Цвет, консистенция и запах гноя очень изменчивы, зависят от локализации, поражённых тканей, сообщения с полыми органами, возбудителя.

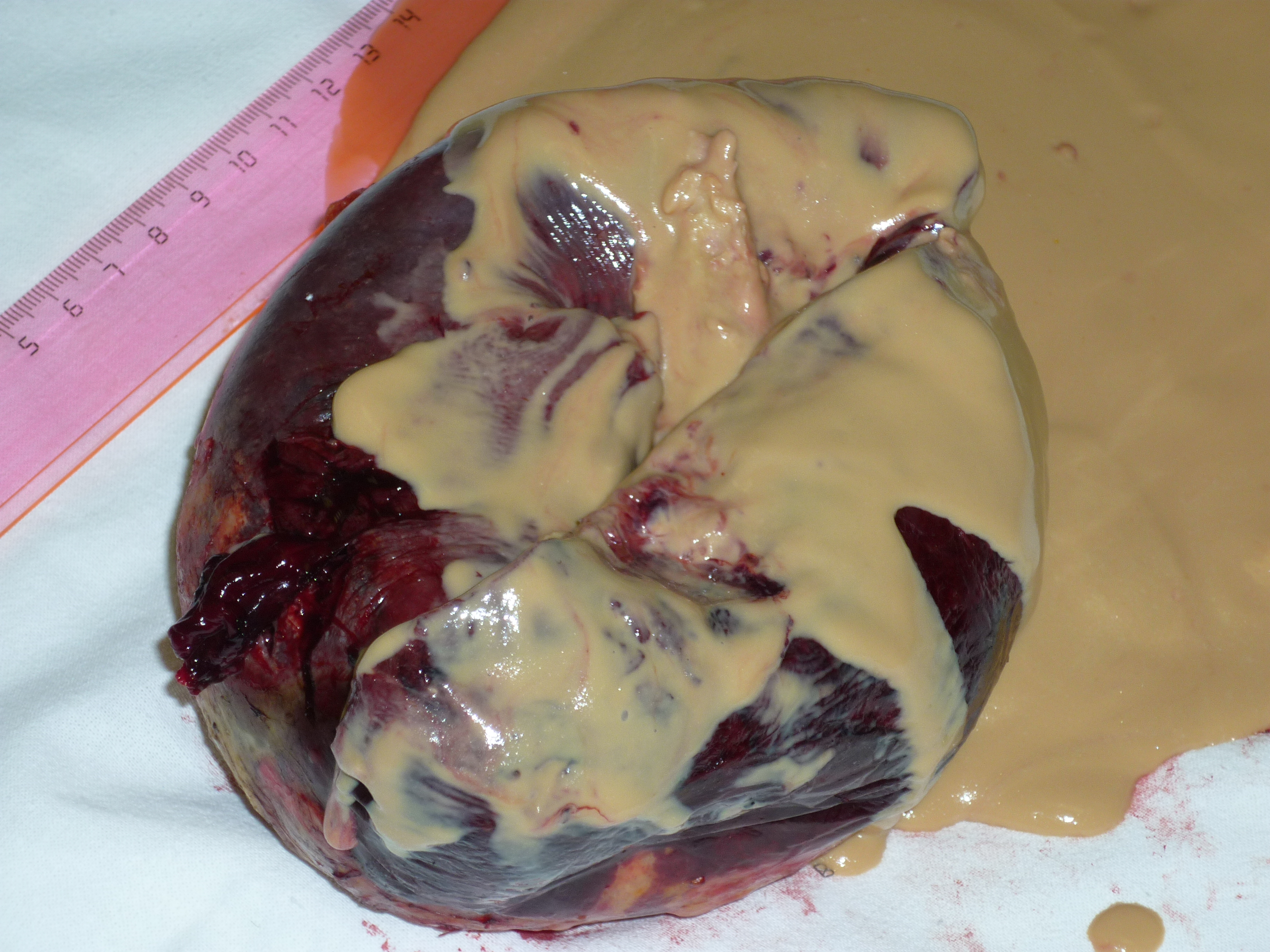
Абсцесс селезёнки. При разрезе удалённого органа наблюдается обильное выделение гноя из полости абсцесса

В гное почти всегда обнаруживают микроорганизмы, которые и являются причиной нагноения. Нагноение чаще вызывают гноеродные (пиогенные, производящие гной) бактерии (стафилококки, стрептококки, гонококки, менингококки, кишечная палочка, протей, клебсиеллы, псевдомонады, а также гнилостные анаэробные клостридии Cl. perfringens, Cl. sporogenes, Cl. putrificum и др.). Вместе с тем нагноение вызывают и другие микробы, например, сальмонеллы, шигеллы, бруцеллы, пневмококки, микобактерии, кандиды, актиномицеты. Иногда в гное микроорганизмов не обнаруживается, что может быть связано с лизисом бактерий или немикробной этиологией воспаления.
Стафилококковый гной густой, бело-жёлтый или жёлтый, сливкообразной или сметанообразной консистенции, со специфическим кисловатым запахом. Стрептококковый гной обычно неприятного запаха, жидкой консистенции, серовато-жёлтый или серовато-бурый, с примесью небольшого количества мёртвых тканей, прожилок крови или отдельных хлопьев фибрина. Гной при внедрении кишечной палочки жидкий, зловонный, коричневого цвета. Гной при туберкулёзном абсцессе жидкий, содержит хлопья и творожистые массы.
Гной, как и все экссудаты, подлежит обязательному микробиологическому исследованию. При закрытых нагноениях его надо забирать пункцией, до вскрытия очага, при открытых процессах — из глубины очага. Исследования гноя следует проводить сразу же после забора во избежание лизиса бактерий. Препараты из гноя исследуют микроскопически после окраски их по Граму или специальными методами. Посев производят количественным способом на простой и кровяной агары, реже на специальные среды (ЖСА, Левина, с фурагином и др.).
Гнойные раны требуют специфического лечения, в частности, во избежание сепсиса (заражения крови), вызываемого анаэробными или аэробными бактериями. Необходим свободный отток гноя из очага инфекции или его удаление (например, хирургическим путём).